# Пр'єкопа
Пр'єкопа (словац. Priekopa) — село в Словаччині в районі Собранці Кошицького краю. Село розташоване на висоті 285 м над рівнем моря. Населення — 290 чол. Вперше згадується в 1418 році. В селі є футбольне поле.

## Населення
| Рік:            | 1994. | 2004.    | 2014.   | 2024.   |
| --------------- | ----- | -------- | ------- | ------- |
| Кількість осіб: | 258   | 300      | 292     | 278     |
| Різниця:        |       | +16,27 % | -2,66 % | -4,79 % |

| Рік:            | 2023. | 2024.   |
| --------------- | ----- | ------- |
| Кількість осіб: | 277   | 278     |
| Різниця:        |       | +0,36 % |

## Пам'ятки
У селі є греко-католицька церква Різдва Пресвятої Богородиці з 1913 року з елементами бароко та неоромантизму.